# Счастливый старт
«Счастливый старт» — первый мультфильм из серии «Подводные береты». Позднее вошёл в состав полнометражного мультфильма «Подводные береты».

## Сюжет
Тристан и Генри, будучи ещё детёнышами, впервые встречаются. Помогая друг другу, они спасаются от акулы. Так они становятся друзьями. Через несколько лет, пройдя испытания в спецшколе, дельфины становятся спецагентами. Тристану как лучшему поручают выполнить особо важное задание.

## Создатели
| Автор сценария             | Эдуард Успенский |
| Режиссёр                   | Владимир Тарасов |
| Художник-постановщик       | Сергей Тюнин |
| Композитор                 | Тодд Хайэн |
| Кинооператор               | Кабул Расулов |
| Звукооператор              | Владимир Кутузов |
| Художники-мультипликаторы: | Юрий Кузюрин, Александр Мазаев, Геннадий Сокольский, Александр Черномашенцев, Алексей Букин                                                                         |
| Роли озвучивали:           | Василий Ливанов — полковник Еллоу, Евгений Стеблов — Тристан, Татьяна Шатилова — Тристан в детстве (нет в титрах), Светлана Харлап — Генри в детстве (нет в титрах) |
| Художники:                 | Светлана Давыдова, Татьяна Зворыкина, Юлия Сомина |
| Ассистенты режиссёра       | Ольга Исакова, Татьяна Митителло |
| Монтажёр                   | Маргарита Михеева |
| Редактор                   | Елена Никиткина |
| Директор съёмочной группы  | Лилиана Монахова |

## Производство
В конце 80-х начались перемены — в стране, в кино и на «Союзмультфильме». Владимир Тарасов пытался вписаться в новую реальность, работая над амбициозным и новым для того времени проектом — совместной постановкой сериала в жанре «экшн» о приключениях спецназовцев-дельфинов с американской и советской военных баз. Это были первые фильмы не о военном противостоянии, а о солдатском братстве русских и американских «беретов». Как и многие другие попытки советской мультипликации вписаться в рыночную ситуацию на рубеже десятилетий, проект продолжения не имел. Хотя четыре серии «Счастливого старта» (1989—1990) и сделанный на их основе полнометражный фильм «Подводные береты» (1991) на экраны вышли и изредка появляются на телеканалах…— Наталия Венжер